# Ralph Wade Kittle
Ralph Wade Kittle (19. července 1920 Ringgold, Georgie – 27. března 2001 Keswick, Virginie) byl americký vojenský letec a právník.

## Život
Narodil se v Ringgoldu, kde jeho otec s partnery vlastnil závod na zpracování dřeva a bavlny. Současně též vlastnil několik domů. Po jeho smrti (roku 1924) pomáhal Kittle své matce a sestrám péčí o kuřata a výběrem nájmů z jejich domů. Následně vystudoval Catoosa County High School, po níž navštěvoval Mercer University v Georgii a studia zakončil roku 1941 na univerzitě ve městě Chattanooga. Během tamních studií si přivydělával v úřadu Tennessee Valley Authority.
Roku 1942 narukoval k letectvu Spojených států (United States Army Air Forces) a navštěvoval leteckou důstojnickou školu v Coloradu Springs. Dne 3. prosince 1944 byl vybrán k posádce bombardéru Lockheed/Vega B-17G-20-VE s/n 42-97542, pojmenovaného „City of Savannah“, jenž se stal jubilejním 5000. letounem tohoto typu dodaným americké armádě. Následně s ním odletěl do Evropy, a sice do Anglie, kde se stali přidělenci k 388. bombardovací skupině (konkrétně 563rd BS, 388th BG, 8th AF, USAAF) mající svou základnu na letišti u Knettishallu.
Odtud se vydávali na nálety na nepřátelské cíle. Stejně tak ráno 5. března 1945. Původně měli namířeno k Ruhlandu, k tamnímu závodu na syntetická paliva. Ovšem vzhledem na aktuální počasí museli své plány změnit a nálet měl mít za cíl města Plavno a Chemnitz. Po svržení bomb na seřaďovací nádraží u prvního z nich ovšem bombardér „City of Savannah“ zasáhl flak a poškozený letoun se pokusil doletět z nepřátelského území do oblastí osvobozených Spojenci, tedy sovětskou Rudou armádou. To se ovšem nepovedlo a letadlo havarovalo u obce Víska nacházející se severně od Liberce ve Frýdlantském výběžku. Osm z devíti letců úspěšně opustilo bombardér na padácích. Poslednímu se ovšem – s ohledem na nízkou výšku letadla nad zemí – při výskoku již nestačil otevřít padák a po dopadu na zem tak zahynul. Přeživší Němci zajali a až do konce války je zadržovali jako válečné zajatce.
Po válce se Kittle dostal domů 21. června 1945. Za svou válečnou činnost získal Záslužný letecký kříž (Distinguished Flying Cross), Leteckou medaili s dubovým listem (Air Medal with an oak leaf cluster) a Purpurové srdce s dubovým listem (Purple Heart with an oak leaf cluster). Vedení armády následně jej spolu s Cary Grantem a Dorothy Lamourovou vyslalo do Kalifornie, aby zde prodávali válečné dluhopisy, z jejichž výtěžku se financovala válka v Tichomoří. Do civilu pak Kittle odešel v říjnu 1945 coby kapitán.
Následně se zapsal do právnické školy University of Virginia School of Law. Tehdy se také oženil s Cornelií Ely a společně se odstěhovali do New Yorku. Během jejich zdejšího pětadvacetiletého pobytu se jim narodily tři děti. Kittlea zaměstnala advokátní kancelář Davis, Polk & Wardwelol. V ní se specializoval na pracovní právo. Roku 1953 se stal poradcem výboru práce amerického Senátu a spolu se senátorem Robertem Alphonso Taftem pracoval na sociálním zákonu označovaném jako Taft-Hartley Act. Dalších 32 let jej zaměstnávala společnost International Paper Company, nejprve jako specialistu na pracovní právo, posléze se vypracoval na viceprezidenta zodpovědného za vztahy s federální vládou.
Během své právní kariéry působil v mnoha poradních orgánech Kongresu Spojených států, v nichž se zaměřoval na legislativu. Mezi roky 1968 a 1971 byl členem poradního výboru zaměřeného na znečištění vod, který radil prezidentům Lyndonu B. Johnsonovi a Richardu Nixonovi. Po odchodu ze společnosti International Paper roku 1985 jej zaměstnala právní kancelář McNair Law Firm z Washingtonu. Kittle zemřel koncem března 2001 ve věku osmdesáti let. Pohřben je na hřbitově u kostela v Cismontu v americkém státě Virginie.